# Örményes
Örményes ist eine ungarische Gemeinde im Kreis Törökszentmiklós im Komitat Jász-Nagykun-Szolnok. Sie liegt ungefähr 12 Kilometer östlich der Stadt Törökszentmiklós.

## Sehenswürdigkeiten
- Bahnhofsgebäude Fegyvernek-Örményes, erbaut 1857
- Römisch-katholische Kirche Iskolakápolna
- Salzwiesen (Szikes mocsarak) in der Umgebung

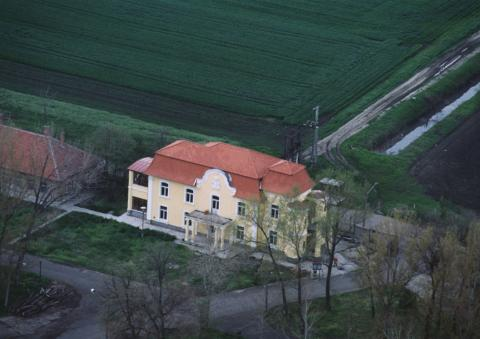
Schloss Biró in Örményes

- Schloss Biró (Biró-kastély)
- Schloss Glaser (Glaser-kastély)

## Verkehr
In Örményes treffen die Landstraßen und Nr. 4204 und Nr. 4207 aufeinander. Der  Bahnhof Fegyvernek-Örményes ist angebunden an die Eisenbahnstrecke von Szolnok nach Záhony.